# Rio Sorocaba
Rio Sorocaba är ett vattendrag i Brasilien.   Det ligger i delstaten São Paulo, i den sydöstra delen av landet, 800 km söder om huvudstaden Brasília.
Omgivningarna runt Rio Sorocaba är huvudsakligen savann. Runt Rio Sorocaba är det ganska tätbefolkat, med 90 invånare per kvadratkilometer.